# ピエール＝ミシェル・ラソッガ
ピエール＝ミシェル・ラソッガ（Pierre-Michel Lasogga, 1991年12月15日 - ）は、ドイツ・ノルトライン＝ヴェストファーレン州出身のサッカー選手。ポジションはFW。アル・ホールSC所属。

## 経歴
シャルケ04のユースチームでプレーし、2006年にロートヴァイス・エッセン、2007年にSGヴァッテンシャイト、2008年にVfLヴォルフスブルク、2009年からバイエル・レバークーゼンのユースでプレーした。2010年にトップチーム昇格した。2010年、ヘルタ・ベルリンに移籍した。2013-14シーズンはハンブルガーSVにレンタル移籍すると、序盤から得点を量産しポジションを獲得し、自身初となる1部リーグでの二桁得点を記録している。
2017年8月、リーズ・ユナイテッドAFCへレンタル移籍。
2019年6月、アル・アラビ・ドーハに3年契約で移籍した。
2021年2月14日、アル・ホールSCに移籍した。